# Mollinedia oligantha
Mollinedia oligantha är en tvåhjärtbladig växtart som beskrevs av Janet Russell Perkins. Mollinedia oligantha ingår i släktet Mollinedia och familjen Monimiaceae. Inga underarter finns listade i Catalogue of Life.